# Ginés Marín
Ginés Marín Méndez est un matador espagnol né le 28 mars 1997 à Jerez de la Frontera (province de Cadix, Espagne),,.

## Carrière
- Alternative : Nîmes (France) le 15 mai 2016. Parrain Morante de la Puebla, témoin David Mora.
- Confirmation d'alternative à Madrid : Le 25 mai 2017[1].